# نيكول جيرمان
نيكول جيرمان هي صحفية وممثلة كندية، ولدت في 1917 بمونتريال في كندا، وتوفيت بنفس المكان في 1994.

## وصلات خارجية
- نيكول جيرمان على موقع IMDb (الإنجليزية)